# مبالغة في التمثيل
مبالغة في التمثيل (بالإنجليزية: Overacting)‏ يشير إلى التمثيل المبالغ فيه في السينما أو التلفزيون.